# 臧健和
臧健和（Chong Kin Wo，1945年—2019年2月8日）是一位出生於山東的香港女性企業家，為香港冷凍麵食品牌「灣仔碼頭」水餃創始人。並曾擔任山東省第八、第九、第十屆政協委員、香港山東商會副會長、山东大学校董等公職。

## 生平
1945年，臧健和出生於山東省諸城縣城西區仁里村（今屬五蓮縣），1959年隨母乞討到青島。1967年，臧健和在醫院工作時，同當時作為援华医学人员的一位泰籍華僑相識，兩人日久生情，日後便喜結連理，前後生下了兩個女兒。1974年，臧健和的丈夫得知其父親去世回到泰國奔喪。待其丈夫回到泰國，三年後的1977年，臧健和帶著兩個年幼女兒往泰國尋親，卻得知丈夫已在泰國续娶一妻，途中因錢財所剩無幾而停留在了香港。
初到香港期間，臧因不諳廣東話，就做一些無需開口的職業如酒樓洗碗工、電車清潔員，她之後學會了廣東話。臧健和工作十分努力，但也因此勞累過度而腰骨受傷。
後來臧以500港幣創業，買下木頭車及水餃材料，在香港島灣仔的灣仔碼頭一帶當水餃小販，命名「北京水餃」。最初開業時，因餃子口味同廣东人的飲食習慣有較大差異，生意不甚理想（她回憶當時有香港人表示她的水餃皮厚的像棉被）。後為符合廣东人口味，調整了餃子皮的厚度與肉餡的肥瘦比例。後來得到日資百貨公司老闆賞識，生意擴張下更於1978年創辦自家品牌－灣仔碼頭。1985年在香港設立第一家灣仔碼頭水餃工廠。隨著1996年水餃獲得美國著名食品公司注資，灣仔碼頭成為全球品牌，因此得到「水餃皇后」的稱號。
2008年12月，臺灣通用磨坊引進灣仔碼頭水餃，並在高雄設立生產工廠，水餃內餡全部使用臺灣在地豬肉和蔬菜，並針對臺灣市場調整口味，創辦人臧健和前往臺灣視察。
2014年，灣仔碼頭即將改建前，臧健和回到當年販售水餃的地方（於2014改建前的天星維港遊售票處前的柱子）接受媒體採訪。
2019年2月8日，臧健和於跑馬地養和醫院逝世，終年73歲。

## 其他公職
2007年11月30日成为山东大学首届校董会校董之一，翌年10月15日，臧健和出资100万元人民币，為山东大学成立教育基金並舉行仪式，以支持山东大学的发展建设。
香港中文大學敬文書院臧健和堂以她的名字命名。

## 影視作品
- 1995年香港無綫電視剧集《水餃皇后》以臧健和的事業發展史作爲藍本，主要演員由陳松伶、何寶生、黎耀祥、蘇杏璇、王青及陳彥行等人合作，陳松伶扮演影射臧健和的「朱恩平」，臧健和本人也有參與協助劇集拍攝，並指導陳松伶製作餃子[13][14]。
- 2025年電影《水饺皇后》，由導演劉偉強執導。

## 外部連結
- 臧健和新浪微博（页面存档备份，存于）（2009-2011年）
- 臧健和：从街头小贩到“水饺皇后”（页面存档备份，存于），2008年11月10日山东大学报
- 访“湾仔码头”品牌创始人臧健和（页面存档备份，存于），新華網2017年6月26日
- “湾仔码头”创始人 “水饺皇后”臧健和（页面存档备份，存于），2010年3月《风云鲁商》（齐鲁网）
- Chong Kin Wo.  (PDF). GlobeWomen.   [2019-02-11]. （原始内容存档 (PDF)于2019-02-12）.
- 東森新聞 灣仔碼頭臧姑娘專訪
- 「水餃皇后」的臧建和首次來台 揭開傳奇30載的水餃成功學